# Barrio Miramar (Cabimas)
Miramar es uno de los sectores que conforman la ciudad de Cabimas (Zulia (Venezuela)), perteneciente a la parroquia Ambrosio.

## Ubicación
El Miramar se encuentra entre el lago de Maracaibo al oeste,  La Misión al norte (línea imaginaria que sigue la carretera F hasta el lago), el Amparito y el  Amparo al este (av Andrés Bello) y El Golfito al sur (plaza San Benito o los Chimbangeles).

## Zona Residencial
Miramar está compuesto por calles entre la Av Andrés Bello y el lago de Maracaibo, a diferencia de otras playas de Cabimas es la única que tiene acantilado, todas las demás llegan llanas al lago, mientras que en el Miramar hay un barranco de más de 10 metros. Este es un afloramiento de la formación el Milagro de edad Pleistoceno. 
Miramar no es una playa pública, es un sector con casas, playas privadas y clubes. Entre ellos existió el Club La Ensenada, ahora con otro nombre. Las calles se encuentran en mal estado e incluso algunas partes derrumbadas por deslaves, por la av Andrés Bello pasan los carros de Ambrosio, varias calles de Miramar no están conectadas entre sí, están unidas por la av Andrés Bello.